# Веб-аналитика
Веб-аналитика (англ. Web analytics) — система измерения, сбора, анализа, представления и интерпретации информации о посетителях веб-сайтов с целью их улучшения и оптимизации. Основной задачей веб-аналитики является мониторинг посещаемости веб-сайтов, на основании данных которого определяется аудитория сайта и изучается поведение посетителей для принятия решений по развитию и расширению функциональных возможностей веб-ресурса. Веб-аналитика позволяет не только работать над улучшением сайтов, но и проводить работы по оптимизации бюджета на онлайн-продвижение.

## История веб-аналитики
В 1990 году вместе с рождением HTTP-протокола началась эра веб-аналитики. Стала возможной запись взаимодействия пользователей и сервера в лог-файлы. Каждый раз, когда пользователь Интернета вызывает HTML-элемент, в лог-файл записывается строка — хит. С ростом посещаемости владельцы сайтов стали получать слишком много хитов, лог-файлы увеличивались в размерах. Нужен был способ анализа таких объёмов данных.
Начало коммерческой веб-аналитики можно считать создание компании WebTrends в 1993 году. [значимость факта?]
В 1995 году была создана система Analog — первая бесплатная система анализа лог-файлов. Analog позволял генерировать отчеты из лог-файлов, обладал понятной документацией и возможностью графической интерпретации данных. Наконец веб-аналитикой смогли заниматься не только программисты, но и профессиональные маркетологи.
В 1995 году Полом Мьюреттом и Скоттом Кросби была основана компания-предшественник Urchin Software Corp., ставшей одной из крупнейших фирм, занимающихся веб-аналитикой. Позже их продукты были положены в основу Google Analytics.
Со временем страницы стали содержать большее число элементов — загрузка какого-то элемента перестала означать загрузку страницы. Возник новый метод сбора информации о посещении страниц — javascript-теги, ставший наиболее распространенным с развитием сетей. Javascript-теги внедряются владельцем на все страницы сайта. При загрузке страницы выполняется тег — собирает информацию о визите пользователя и сохраняет в базу данных.
С начала 2000-х начали бурно развиваться счетчики. Они позволяли определять количество посещений и даже страну, из которой был сделан визит. В России наиболее популярным таким сервисом стал LiveInternet. 
В 2005 году Google создала свою систему веб-аналитики Google Analytics, скупив компанию Urchin Software Corporation и её проект Urchin.
В 2006 году стартовал анализ поведения посетителей на странице. Стала вестись запись поведения посетителя на странице. Формироваться карты кликов и скроллинга. Веб-анализ перестал быть только количественным, но и стал качественным.
В 2007 году компанией OpenX была разработана система Piwik (первоначально PHPMyVisites), которая позиционировалась своими создателями как бесплатная альтернатива Google Analytics. Она предполагала использование PHP и MySQL и имела открытый программный код. Кроме того, система поддерживала плагины, работала с абстрактными типами данных и обладала настраиваемой панелью инструментов.
В 2008 году Яндекс начинает разрабатывать систему веб-аналитики Яндекс.Метрика. В апреле 2009 года компания открывает сервис для массовых пользователей. В 2010 году в нем появилась функция просмотра карт кликов, ссылок и скроллинга без каких-то дополнительных расширений, как у Google. В 2011 году появился Вебвизор, ведущий запись поведения пользователя на сайте. В 2013 году Яндексом был запущен сервис для аналитики мобильных приложений "AppMetrica".
В 2010-х годах в веб-аналитике начинает активно использоваться визуализация. В 2011 году у Google Analytics появляется возможность просмотра отчетов в реальном времени, а в 2016 году выходит программа Google Data Studio. Сервис позволяет собирать и визуализировать данные сразу из множества источников. Параллельно развивается такое направление, как сквозная аналитика, которая непосредственно связана с CRM. Она работает не только с сайтом, но и с метриками клиентской базы. Потребности крупных компаний по анализу и сведению множества данных обусловило востребованность инструментов BI (Business Intellegence): Tableu, Power BI и т.д. 
С выходом Google Analytics 4 упор начинает делаться на кроссплатформенность. Теперь в центре внимания веб-аналитики оказывается не браузер, а сам пользователь. Помимо уже известного UserID вводятся и другие решения: Google Signals и Device ID.
В 2020-е годы веб-аналитика начала сталкиваться с проблемой конфиденциальности информации. Из-за противоречий с правилами ЕС о защите данных Google Analytics запрещена в четырех странах: Нидерландах, Австрии, Франции и Италии. Также Google Analytics находится в числе программ, запрещенных к использованию государственными органами России. Для пользователей, которые не хотят, чтобы собирались данные о их действиях на сайте Яндекс.Метрика и Google Analytics ввели расширения-блокировщики.

## Область применения
Веб-аналитика помогает во многих аспектах развития сайта и онлайн-продвижения. Вот основные из них:
1. Развитие функциональности сайта на основании тенденций в поведении посетителей.
2. Оценка эффективности рекламных кампаний и поискового продвижения в интернете.
3. Выявление проблемных мест в структуре, навигации и контенте сайта.
4. Оптимизация продуктовой линейки, представленной на сайте.

Статистика посещаемости разделов и веб-страниц сайта позволяет понять:
- количество просмотренных веб-страниц,
- ключевые слова и фразы, по которым посетители находят сайт в поисковых системах,
- географию посетителей,
- время, проведенное на веб-странице посетителем,
- переходы между веб-страницами,
- аудиторию сайта (случайные, постоянные посетители и т. д.),
- удобство навигации сайта для посетителей и т. д.

## Методы веб-аналитики
- Анализ посещаемости сайта: статистика, тенденции, абсолютные и относительные показатели.
- Анализ данных из электронной торговли: средний чек, популярные товары, доход в разрезе каналов привлечения трафика.
- Анализ юзабилити: анализ плотности щелчков, конверсионных путей посетителей по сайту, анализ скроллинга.
- Анализ поведения посетителей на странице: взаимодействие с формами, совершение микро и макро конверсий.
- Бенчмаркинг. Сравнение с общими тенденциями и с конкурентами с помощью независимых платформ (Alexa, GemiusAudience, Google Trends).
- Сквозная аналитика. Отслеживание полного пути пользователя от просмотра рекламы и до завершения сделки, а также повторных продаж.
- Сбор кукис. Позволяет аналитическим сервисам сопоставлять активность пользователя на веб-ресурсах, где тот предоставлял личную информацию. Далее на основании собранных данных о пользователях для них может быть настроена таргетированная реклама. Однако проблемы конфиденциальности в отношении файлов cookie привели к тому, что заметное меньшинство пользователей заблокировало или удалило сторонние файлы cookie. В 2005 году некоторые отчеты показали, что около 28 % пользователей Интернета блокировали сторонние файлы cookie, а 22 % удаляли их не реже одного раза в месяц[13].

## Этапы веб-аналитики
- Анализ привлекательности рекламной кампании. Позволяет узнать засчёт каких изменений можно повысить конверсию.
- Оценка правильности настройки сбора данных. Если счётчики или цели будут настроены некорректно, то вся аналитика будет неточной.
- Анализ трафика. Составляются портреты целевой аудитории; оценивается эффективность каждого канала и качество трафика, приходящего с него; вырабатываются рекомендации по увеличению отдачи.
- Анализ юзабилити сайта.
- Анализ конкурентоспособности предложения на рынке.
- Рекомендации. Сводятся воедино, оцениваются по стоимости и значимости[14].

## Основные термины веб-аналитики
Сегодня еще не существует согласованных в мире определений для терминов относящихся к веб-аналитике. Основными организациями, которые внесли свой вклад в эту область, были IAB (Бюро интерактивной рекламы), JICWEBS (Объединенный отраслевой комитет по веб-стандартам в Великобритании и Ирландии) и DAA (Ассоциация цифровой аналитики), официально известная как WAA (Ассоциация веб-аналитики, США). Однако многие термины активно ими используются и поэтому следующий список может быть полезной отправной точкой:
Показатель отказов (англ. Bounce rate) — процент посещений одной страницы без каких-либо других действий на ней, или сеанс, в котором был только один запрос к серверу.
Путь клика (англ. Click path) — хронологическая последовательность просмотров страниц в рамках посещения или сеанса.
Хит (англ. Hit) — запрос файла с веб-сервера (например, веб-страница, изображение, JavaScript или каскадная таблица стилей).
Показ страницы (англ. Pageview) — показ одной страницы сайта, другими словами, запрос на загрузку одного HTML-файла (веб-страницы) интернет-сайта. Показ и просмотр страницы часто путают, но это принципиально разные понятия. Один показ страницы может генерировать несколько просмотров, поскольку все файлы изображений, .js и .css также запрашиваются с веб-сервера.
Уникальный посетитель / Уникальный пользователь (англ. Unique Visitor / Unique User ) — клиент с уникальной идентификацией, который генерирует просмотры страниц или посещений в течение определенного периода времени (например, дня, недели или месяца). Идентификация обычно осуществляется с помощью постоянного файла cookie, который был размещен на компьютере с помощью кода страницы сайта. «Посетитель» — это не то же самое, что человек, сидящий за компьютером во время посещения ресурса, поскольку отдельный человек может использовать разные компьютеры или на одном компьютере может использовать разные браузеры, и будет рассматриваться как разного посетителя в каждом случае. Все чаще посетители однозначно идентифицируются с помощью Flash LSO (Local Shared Object), которые менее соблюдают конфиденциальность данных.
Посещение / сеанс / сессия / визит (англ. Visit / Session) — период времени, в течение которого пользователь активно работает с веб-сайтом или приложением. К сеансу привязываются все данные об использовании сайта или приложения: просмотры страниц, события, транзакции электронной торговли и т. д. Посещение или сеанс определяется как последовательность запросов страницы или, в случае тегов, запросов изображения от того же уникально идентифицированного клиента. Посещение считается завершенным, если в течение определенного количества минут (обычно 30) не было зарегистрировано ни одного запроса. 30-минутный лимит («тайм-аут») используется многими аналитическими инструментами, но в некоторых инструментах (таких как Google Analytics) может быть изменен на другое количество минут. Сборщики данных аналитики не имеют надежного способа узнать, просматривал ли посетитель другие сайты между просмотрами страниц; посещение считается одним посещением до тех пор, пока события (просмотры страниц, клики и все, что записывается) длятся 30 минут, если другое не настроено в аналитике.
Активное время / Время взаимодействия (англ. Active Time / Engagement Time) — среднее количество времени, которое посетители тратят, фактически взаимодействуя с контентом на веб-странице, рассчитывается на основе движений мыши, щелчков, зависаний и прокрутки.
Клик — событие, которое происходит, когда пользователь щелкает по элементу управления.
Событие — это отдельное действие или цепочка действий, которые происходят на веб-сайте. Просмотр страницы — это тип события.
Показатель отказов (англ. Bounce Rate) — изначально был определен в отчетах Google Analytics и в оригинале трактуется как процент посетителей, просмотревших за сессию не более одной страницы. Статистика, применяемая к отдельной странице, а не к веб-сайту, измеряется в процентах.
Первый визит (англ. First Visit) — посещение сайта уникально идентифицированным клиентом, который теоретически не совершал ранее переходов на этот веб-ресурс. Поскольку единственным способом узнать, был ли ранее идентифицированный клиент на сайте, является наличие постоянного файла cookie или цифровых отпечатков пальцев, полученных при предыдущем посещении, ярлык «первое посещение» не является надежным, если файлы cookie были удалены с сайта с момента их предыдущего посещения.
Частота (англ. Frequency) показывает, периодичность посещения клиентом веб-сайта в определенный период времени. Рассчитывается путем деления общего количества сеансов (или посещений) на общее количество уникальных посетителей за указанный период времени, например, месяц или год.
Impression — это реклама, появляющаяся на просматриваемой странице. Она может отображаться на просматриваемой странице ниже области, фактически отображаемой на экране, поэтому большинство показателей показов не обязательно означают, что реклама была видимой.
Время просмотра страницы (англ. Page Time Viewed) — время, в течение которого на экране отображается одна страница (или блог, рекламный баннер и др.), измеряется как вычисленная разница между временем запроса для этой страницы и временем следующего записанного запроса. Если нет следующего записанного запроса, то время просмотра этой страницы не включается в отчеты.
Тепловая карта (англ. Site Overlay) — это метод отчета, при котором статистика (клики) или «горячие точки» накладываются по физическому расположению на визуальный снимок веб-страницы, тепловая карта отображает активность пользователей на сайте.

## Инструменты веб-аналитики
Собирать статистику можно с помощью:
1. Счетчиков — это внешние программы. Для получения статистики на веб-страницы сайта устанавливается небольшой фрагмент кода (обычно 1-2 килобайт). Смысл в том, что при входе на сайт браузер грузит картинку, которая размещена на сайте сбора информации. Данные о загрузках счетчика заносятся в базу данных, которая может размещаться на сервере поставщика услуги сбора и обработки статистики, и затем просматриваются, например, на его сайте.
2. C помощью лог-анализаторов — внутренние программы, собирающие накопленные сервером данные.

### Сравнение лог-анализаторов и счетчиков
Лог-анализаторы позволяют собирать статистику, ничего не меняя на сайте. Веб-сервер самостоятельно создает лог-файлы и сохраняет их на сервер. Данные хранятся на серверах компании в стандартном формате. Это позволяет компаниям создавать свои программы для анализа данных, переходить на обновления именно в тот момент, когда им это необходимо. В лог-файлах содержится информация о поведении поисковых роботов, что позволяет грамотно оценить работы по SЕО оптимизации.
Счетчики засчитывают открытие страницы только после её загрузки. Благодаря этому они могут учитывать посещение кешированных страниц, что невозможно осуществить с помощью лог-анализаторов. Можно получить доступ не только к стандартной информации по посещениям, но и к числу покупок, кликам по определённым кнопкам и т. п. Компании, у которых нет в наличии серверов, могут хранить информацию для веб-аналитики, если используют счетчики. Счетчики в настоящий момент являются стандартом веб-аналитики.

### Анализаторы логов
- WebTrends (англ. WebTrends)
- Webalizer
- AWStats

### Системы веб-аналитики (устаревшее название — счетчики-трекеры)
Системы веб-аналитики дают суммарную информацию по посещениям, выбранным по некоторому срезу (измерениям), заданному пользователем.
- Google Analytics
- Piwik
- Яндекс.Метрика
- Liveinternet
- Рейтинг@Mail.ru
- OpenStat (бывш. Spylog)
- HotLog
- Adobe Analytics
- ClickTale

### Системы интернет-статистики с детализацией по просмотрам страниц
Системы интернет-статистики помимо суммарной информации дают информацию по просмотрам страниц внутри каждого посещения.
- Woopra (англ. Woopra)
- Яндекс.Метрика
- Plerdy

### Системы интернет-аналитики с детализацией поведения посетителя на странице
Системы интернет-аналитики дают максимально возможную детализацию с возможностью просмотра всех действий посетителей: движений мыши, кликов, нажатий клавиш и т. д. По собранной поведенческой информации строятся отчеты в виде карт активности посетителей на странице.
- Яндекс.Метрика
- SpyBOX
- Adobe Analytics

### Диспетчер тегов
Диспетчер тегов позволяет только один раз вставить код на сайт, а все остальные манипуляции, затрагивающие изменение кода на сайте, проводить внутри себя. Он упрощает процесс установки на сайт счетчиков и иных следящих элементов (маячков, следящих пикселей).
- Google Tag Manager[англ.]
- Tealium
- Adobe Dynamic Tag Management (DTM)
- Signal
- Qubit
- Piwik
- TagCommander
- Ensighten

### Счетчики-рейтинги
Счетчики-рейтинги показывают количество посетителей за день, неделю, месяц, за всю историю.
- Rambler's Top100
- Liveinternet
- Рейтинг@Mail.ru
- OpenStat
- HotLog